# ماء فائق الكثافة
الماء فائق الكثافة هو ببساطة الماء الذي تم احتواؤه في بيئة من التجانس الجزيئي والعمق الشديد بما يسبب تجمع جزيئات الماء معًا بإحكام وبالتالي تكتسب صلابة أشد وكثافة أعلى من الجليد العادي. يوجد الماء فائق الكثافة على بعض الكواكب، مثل الأقمار تثيس, وغانيميد, وكاليستو, وأوروبا الموجودة في نظامنا الشمسي والتي تمت تغطيتها تمامًا بالماء ولا يوجد عليها أي مساحة من الكتلة الأرضية.

## التكهنات
أظهرت التكهنات وجود كوكب يقع على بعد حوالي 30 سنة ضوئية من الأرض قد يحتوي على الماء فائق الكثافة.
راجع مقال الويكيبيديا كوكب المحيط لمعرفة المزيد من المعلومات حول تكوين النظام الشمسي الخاص به.